# バリー・モース
バリー・モース（Barry Morse 本名：Herbert Morse, 1918年6月10日 - 2008年2月2日）は、イングランド生まれのカナダの俳優。

## 来歴
イーストエンド・オブ・ロンドン生まれ。王立演劇学校に学んだのち、ロンドンで舞台に立つ。ウィリアム・シェイクスピアやジョージ・バーナード・ショーの戯曲を多く演じた。
1951年、カナダに渡り、1953年にカナダ市民権を取得した。
1963年、アメリカ合衆国のテレビドラマ『逃亡者』で主人公リチャード・キンブルを執拗に追うフィリップ・ジェラード警部を演じて有名になる。その後、イギリスのテレビドラマ『スペース1999』にもレギュラー出演した。
晩年はパーキンソン病の治療研究を支援するなど、慈善事業にも熱心だった。
2008年2月2日、ロンドン市内の病院で死去、89歳。死因は公表されていない。

## 主な出演作品
- 太陽の帝王 Kings of the Sun (1963)
- 逃亡者 The Fugitive (1963-1967) テレビドラマ
- アレキサンドリア物語 Justine (1969)
- ルーという女 Puzzle of a Downfall Child (1970)
- スペース1999 Space: 1999 (1975-1977) テレビドラマ
- 監獄都市ブラッド Welcome to Blood City (1977)
- パワープレイ Power Play (1978)
- 世界はこうなる H. G. Wells' The Shape of Things to Come (1979)
- 火星年代記 The Martian Chronicles (1979) テレビミニシリーズ
- 黄金の荒野 Klondike Fever (1980) 劇場未公開
- チェンジリング The Changeling (1980)
- 炎のエマ A Woman of Substance (1984) テレビ映画
- ケネディ家vsFBI長官フーバー／第2次南北戦争・スキャンダルと陰謀の日々 Hoover vs. The Kennedys: The Second Civil War (1987) テレビミニシリーズ
- 戦争の黙示録 War and Remembrance (1988-1989) テレビミニシリーズ
- フレデリック・フォーサイスのイコン Icon (2005) テレビ映画